# Loguivy-Plougras

Loguivy-Plougras este o comună în departamentul  Côtes-d'Armor, Franța. În 1 ianuarie 2022 avea o populație de 788 de locuitori.